# Klement Antonín Zahrádka
Klement Antonín Zahrádka (* 10. Januar 1786 in Brüx; † 17. Juni 1853 in Osek) war Abt des Klosters Ossegg in Böhmen.

## Leben
Clemens Anton Zahradka besuchte das Gymnasium in Brüx und absolvierte die Philosophie in Prag. 1805 trat er in das Kloster Ossegg ein, legte 1808 die Ordensgelübde ab und wurde nach dem Theologiestudium in Prag 1809 zum Priester geweiht. Von 1810 bis 1815 war er Lektor des Bibelstudiums an der theologischen Hauslehranstalt, zugleich Bibliothekar und Inspektor des Naturalienkabinetts, seit 1812 auch Subprior. 1816 kam er als Lehrer an das Komotauer Gymnasium und wurde 1824 dessen provisorischer Präfekt. 1825 wurde er als Provisor ins Kloster zurückberufen, 1835 kam er als Propst in das Kloster St. Marienstern in der Lausitz. Am 10. Mai 1843 wurde er zum Abt und noch im selben Jahr zum Visitator und Generalvikar in Böhmen gewählt. Die Prager Karls-Universität promovierte ihn anlässlich ihres Jubiläums 1848 zum Ehrendoktor.
Er errichtete in den Jahren 1844 bis 1847 das Clemens-Hospital, führte 1844 das theologische Hausstudium wieder ein, das jedoch 1849 wieder aufgegeben wurde. 1849 übernahm er das Komotauer Obergymnasium. Seiner Umsicht ist es auch zu danken, dass die beiden Frauenklöster in der Lausitz, St. Marienstern und St. Marienthal, dem Orden erhalten blieben. Er starb am 17. Juni 1853.